# Kostvetenskap
Kostvetenskap är en vetenskaplig disciplin som med tvärvetenskaplig utgångspunkt studerar människan och maten. Inom ämnesområdet kostvetenskap samsas humaniora, samhällsvetenskap och naturvetenskap. Tidigare benämndes denna akademiska disciplin hushållsvetenskap.

## Högskolor
Den kostvetenskapliga disciplinen finns vid Göteborgs universitet, Institutionen för kost och idrott, Uppsala universitet, Institutionen för kostvetenskap och Umeå universitet, Institutionen för kostvetenskap.

### Utbildning
Inom kostvetenskap utbildas kostekonomer, lärare i hem- och konsumentkunskap, slöjd samt idrott och hälsa, dietister, restaurangmanagers och hälsovetare.

### Forskning
Kostvetenskapens tvärvetenskapliga karaktär gör att forskning inom ämnet är brett. Forskningen berör människans vanor, uppfattningar och val som rör mat och måltider samt kommunikation och lärande i vardagsliv och skola  och behandlar områden som dietetikens kommunikation , den offentliga måltiden , kost och hälsa och barn, celiaki, övervikt och fetma . Sedan 2010 finns även en forskarskola i Hem- och konsumentkunskap.

## Personer inom området
- Lillemor Abrahamsson
- Helena Elmståhl
- Christina Fjellström
- Agneta Hörnell
- Christel Larsson
- Maria Nordenfelt
- Ida Norrby
- Helena Shanahan